# Погребняк Андрій Володимирович
Андрій Володимирович Погребняк (11 лютого 1988, Київ) — український фехтувальник на рапірах, бронзовий призер чемпіонату Європи.

## Біографія
Андрій Погребняк народився 11 лютого 1988 року в Києві.
Найбільшим досягненням спортсмена є бронзова медаль в особистих змаганнях на чемпіонаті Європи 2008 року, який відбувся у його рідному місті. 
У 2023 році представляв Україну на Європейських іграх, де поступився у чвертьфіналі в особистих і командних змаганнях.